# Terpine
La terpine (en chimie hydrate de terpine) est un expectorant, utilisée couramment pour favoriser l'évacuation du mucus lors des bronchites et autres infections du système respiratoire. Elle est extraite de diverses sources, par exemple l'essence de térébenthine, de l'origan, du thym ou de l'eucalyptus. Plutôt populaire et ce dès la fin du XIXe siècle, objet de recherche de Raphaël Lépine en 1885, elle a toutefois été par exemple retirée du marché médical américain par la Food and Drug Administration à la fin des années 1990, faute de preuve suffisante de son efficacité.